# Dürkheimer Haus
Das Dürkheimer Haus ist ein unter Denkmalschutz stehendes Gebäude in der Kur- und Kreisstadt Bad Dürkheim (Rheinland-Pfalz). Das zweiflügelige Bauwerk, das über 200 Jahre als Gasthaus in Betrieb war, befindet sich vor dem früheren Hardenburger Tor, außerhalb des damals befestigten Stadtkerns.

## Geschichte

### Von der Gründung bis zum Ende des 19. Jahrhunderts
Ursprünglich beherbergt das Gebäude ein Gasthaus namens „Zum Schaaf“, das Johann Conrad Schaaf  bis zu seinem Tode 1755 führte. Ihm folgten  1764 Johann Christoffel Haas und seine Ehefrau Anna Maria. Sie nannten ihre Gaststätte „Gastgeber zum Schaaf“. 1766 wurde ein Wilhelm Borner der neue Besitzer des Anwesens, dem 1776 Johann Wilhelm Ritter als Wirt „zum Schaaf“ nachfolgte. 1787 werden sein Name und das Gebäude mit „Wirtschaft zum Schaf vor dem Hardenburger Tor“ im Lagerbuch benannt.
Von 1817 bis 1832 war Martin Haas Besitzer des Anwesens, ihm folgte im nächsten Jahr  Karl Becker.
Für rund 12.000 Gulden erwarb Adam Zott am 20. September 1833 das Anwesen von den Eheleuten Becker. Zott benannte die Wirtschaft nach seiner Tätigkeit als Posthalter „Gasthaus zur Post“. Da die Postexpedition aber den Betrieb der Gaststätte störte, gab Zott im September 1840 Brief- und fahrende Post an das Gasthaus zum Ochsen weiter.
Es folgte eine Reihe an Eigentümern. Durch Notariatsurkunde vom 29. März 1835 erwarb der Wirt Johann Balthasar Bergner die Gaststätte; Bergner war einst Wirt im Ochsen. Als die  „Schöne Anna“ sollte später seine zweite Frau, Anna geb. Marx aus Trier, in die Dürkheimer Geschichte eingehen. Das Gebäude wurde durch Bergner vollkommen neu erbaut (das vorherige Aussehen des Gebäudes ist nicht bekannt) und gab der Gaststätte den Namen „Zu den vier Jahreszeiten“. Zu einem großen Mahl mit Ball lud der Wirt am 4. September 1836 zur förmlichen Eröffnung des neu erbauten Gasthauses. 1847/1848 wurde noch der Saal erbaut, der um  1886 wieder abgerissen wurde.
Anna Bergner überlebte ihren Mann um annähernd 28 Jahre. In Werken wie „Träume und Schäume vom Rhein“, 1838 von Friedrich Blaul, oder „Aus der Jugendzeit – Eine Plauderei von einem alten Derkemer“ von Esslinger wurde die „Schöne Anna“ erwähnt. Nach einem Ausspruch des „Wochenblatts“ von 1843 habe sie „unser Badestädtchen zu einem Rendezvous der gebildeten Welt“ gemacht. Zu den Gästen in den „Vier Jahreszeiten“ zählten Könige und Fürsten, so zum Beispiel die Bayernkönige Ludwig I., Max II. und die spätere Kaiserin Augusta, sowie den Autor des „Struwwelpeter“, Heinrich Hoffmann. In der Gaststätte wurde am 6. Oktober 1840 die POLLICHIA gegründet, ein bis heute bestehender Verein für Naturforschung, Naturschutz und Umweltbildung.
Die „Vier Jahreszeiten“ wurden 1855 versteigert, und der neue Eigentümer hieß Friedrich Arnz. Von 1857 bis 1873 folgte Karl Philipp Seel als Besitzer und von 1873 bis 1883  der Rentner und Gastwirt Albert Graf. Er kaufte das Gasthaus für rund 47.000 Gulden von den Erben Seel. Für ca. 75.000,- Mk erwarb der Hotelier Karl Cron im Jahr 1883 von Grafs Witwe die „Vier Jahreszeiten“. Er konnte sie nur zwei Jahre halten; nach der Zwangsversteigerung vom 20. Juli 1885 gingen sie an die Witwe Graf zurück. 1886 erwarb der Mannheimer Fabrikant Werner für 55.000,- Mk das Anwesen. Er wiederum verkaufte die „Vier Jahreszeiten“ laut Akt vom 16. Februar 1891 für circa 50.000,- Mk an die AG „Gasthof zu den vier Jahreszeiten“. Der Gasthof wurde von der AG von Grund auf renoviert und einer neuen Blüte entgegengeführt.

### 20. Jahrhundert
Mit Urkunde vom 15. März 1902 übernahm nach elf Jahren die Winzergenossenschaft die Grundstücke von der AG Vier Jahreszeiten für 75.000,- Mk. Gegründet wurde die Genossenschaft am 10. Januar 1902 und nannte sich „Haardtwein-Genossenschaft“. Ab 1903 trug sie den Namen „Winzergenossenschaft Vier Jahreszeiten“. Im Jahre 1902 wurden im rückwärtigen Garten- und Wingertgelände die Bauarbeiten für eine Kellerei mit Kelterhaus begonnen. Am 22. Mai 1903 wurde die Gartenwirtschaft in den „Vier Jahreszeiten“ eröffnet. Die eigentliche Gaststätte, so heißt es, bestand aus einem sehr großen und zwei mittleren Zimmern; der Saal hatte 500 Sitzplätze. Als erster Genossenschaftswirt wurde auf der Bekanntmachung vom 8. November 1902 Jakob Haaß benannt. Um 1938 wurde die Gaststätte ein weiteres Mal ausgebaut.
Ab 1977 wurden die Gaststätte und das Hotel etwa 20 Jahre von Helmut Herold geführt, der sie 1987   renovierte und neu gestaltete.
Von 1997 an stand das Gebäude etwa zehn Jahre lang leer, bis es 2006 von Grund auf saniert wurde.
Seit April 2007 beherbergt das Gebäude nun das „Dürkheimer Haus“  genannt, u. a. eine Café-Bar, ein Tanzhaus und ein Parkhaus. Das ebenfalls 2007 eröffnete City Spa verlegte 2009 seinen Sitz nach Deidesheim.